# Mesa del Parlamento Europeo
La Mesa es el órgano interno de dirección administrativa y reglamentaria del Parlamento Europeo. Está compuesta por el presidente del Parlamento, catorce vicepresidentes y cinco cuestores, por mandato de dos años y medio renovable. 
La Mesa es la instancia competente para establecer el anteproyecto de estado de previsiones del presupuesto del Parlamento Europeo y para resolver todas las cuestiones administrativas, de personal y de organización. En caso de empate de votos en las deliberaciones de la Mesa, el presidente tiene voto de calidad. Los cuestores tienen voz consultiva en la Mesa.

## Composición actual

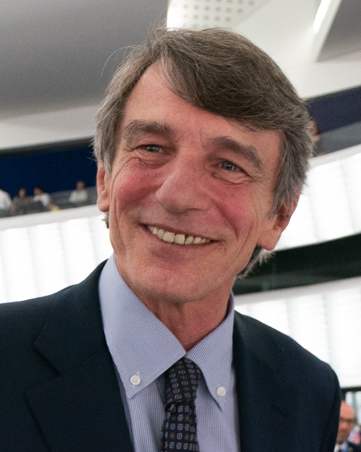
David Sassoli es el Presidente del Parlamento Europeo

| Miembro                | Posición       | Grupo parlamentario | Grupo parlamentario                                | Estado de origen |
| ---------------------- | -------------- | ------------------- | -------------------------------------------------- | ---------------- |
| David Sassoli          | Presidente     |                     | Alianza Progresista de Socialistas y Demócratas    | Italia           |
| Mairead McGuinness     | Vicepresidente |                     | Partido Popular Europeo                            | Irlanda          |
| Pedro Silva Pereira    | Vicepresidente |                     | Alianza Progresista de Socialistas y Demócratas    | Portugal         |
| Rainer Wieland         | Vicepresidente |                     | Partido Popular Europeo                            | Alemania         |
| Katarina Barley        | Vicepresidente |                     | Alianza Progresista de Socialistas y Demócratas    | Alemania         |
| Othmar Karas           | Vicepresidente |                     | Partido Popular Europeo                            | Austria          |
| Ewa Bożena Kopacz      | Vicepresidente |                     | Partido Popular Europeo                            | Polonia          |
| Klara Dobrev           | Vicepresidente |                     | Alianza Progresista de Socialistas y Demócratas    | Hungría          |
| Dita Charanzová        | Vicepresidente |                     | Renovar Europa                                     | República Checa  |
| Nicola Beer            | Vicepresidente |                     | Renovar Europa                                     | Alemania         |
| Lívia Járóka           | Vicepresidente |                     | Partido Popular Europeo                            | Hungría          |
| Heidi Hautala          | Vicepresidente |                     | Los Verdes/Alianza Libre Europea                   | Finlandia        |
| Marcel Kolaja          | Vicepresidente |                     | Los Verdes/Alianza Libre Europea                   | República Checa  |
| Dimitrios Papadimoulis | Vicepresidente |                     | Izquierda Unitaria Europea/Izquierda Verde Nórdica | Grecia           |
| Fabio Massimo Castaldo | Vicepresidente |                     | No Inscrito                                        | Italia           |
| Anne Sander            | Cuestor        |                     | Partido Popular Europeo                            | Francia          |
| Monika Benova          | Cuestor        |                     | Alianza Progresista de Socialistas y Demócratas    | Eslovaquia       |
| David Casa             | Cuestor        |                     | Partido Popular Europeo                            | Malta            |
| Gilles Boyer           | Cuestor        |                     | Renovar Europa                                     | Francia          |
| Karol Karski           | Cuestor        |                     | Partido Popular Europeo                            | Austria          |

- Datos: Q10749015